# Campionato canadese di calcio
Il sistema dei campionati di calcio in Canada si sovrappone parzialmente, a livello professionistico, a quello degli Stati Uniti, per cui in alcuni casi è più appropriato parlare di campionato nordamericano di calcio. Ciò avviene sia per i campionati maschili, che per quelli femminili. 
I campionati canadesi di ambito nazionale sono certificati dalla locale federazione calcistica, la Canadian Soccer Association (CSA), in base a criteri organizzativi ed economici differenti per i diversi livelli della piramide. Similmente alle altre grandi leghe americane di sport professionistici, non è previsto alcun meccanismo di retrocessione e promozione di squadre fra i vari campionati. Inoltre la federazione organizza direttamente la coppa nazionale per squadre professionistiche, il Canadian Championship, e i vari tornei giovanili o amatoriali.

## Storia
In Canada si iniziò a praticare il calcio molto presto: la prima partita giocata con le regole moderne si tenne a Toronto nel 1876, e un anno più tardi fu costituita la prima lega, la Dominion Football Association. All'inizio il calcio era molto popolare e competitivo, tanto che il Galt, una squadra canadese, vinse la medaglia d'oro al torneo calcistico delle olimpiadi di St. Louis nel 1904, ma fu presto oscurato, in termini di popolarità e di numero di praticanti, dal football canadese e dall'hockey su ghiaccio, rendendo di fatto tale gioco appannaggio delle comunità di immigrati (segnatamente tedeschi, greci, serbi e italiani).
Il primo tentativo di introdurre il calcio a livello professionistico in Canada risale agli anni sessanta con la nascita della Eastern Canada Professional Soccer League, che coinvolse le province dell'Ontario e del Québec. Dopo la chiusura di quest'ultima alcuni club canadesi si unirono a due leghe statunitensi, la USA e la NPSL, che fondendosi formarono la North American Soccer League (NASL), attiva dal 1968 al 1984. In questo torneo militarono in diversi momenti otto club di cinque città canadesi:
- Toronto Falcons (1968)
- Vancouver Royals (1968)
- Montréal Olympique (1971-1973)
- Toronto Blizzard (1971-1984, col nome Toronto Metros dal 1971 al 1974, col nome Toronto Metros-Croatia dal 1975 al 1978, campione nell'edizione 1976)
- Vancouver Whitecaps (1974-1984, campione nell'edizione 1979)
- Edmonton Drillers (1979-1982)
- Calgary Boomers (1981)
- Montréal Manic (1981-1983)

Pochi anni dopo il fallimento della NASL venne creata la Canadian Soccer League, il primo esperimento di massimo campionato professionistico esclusivamente canadese. Dopo sei stagioni nel 1992 la CSL si sciolse a sua volta, mentre alcune squadre confluirono in un campionato dilettantistico, la National Soccer League, altre tornarono a disputare le stesse serie minori professionistiche delle squadre statunitensi, come la A-League.
Il primo club canadese a tornare nel massimo campionato statunitense, la Major League Soccer, fu il Toronto FC nel 2007. Successivamente si aggiunsero i Vancouver Whitecaps nel 2011 e l'Impact de Montréal nel 2012.
La National Soccer League era in attività sin dal 1927, come campionato dilettantistico, in Ontario e in talune stagioni anche in Québec. Nel 1993 aggiunse la dicitura "Canadian" alla propria denominazione con l'ambizione di assumere caratura nazionale. Nel 1998 si fuse poi con un campionato organizzato dalla federazione calcistica dell'Ontario, creando un nuovo torneo che recuperò la denominazione di Canadian Soccer League. Quest'ultima ha costituito fino al 2013 il massimo campionato dilettantistico canadese, fin quando la federazione canadese ritirò la propria certificazione, con efficacia dalla stagione 2014. Ciò rientrava nel progetto della federazione di costituire un terzo livello composto esclusivamente dai campionati locali delle diverse province canadesi: fra il 2012 e il 2013 sono infatti nate la Première Ligue de Soccer du Québec e la League1 Ontario, campionati semiprofessionistici.
Il 6 maggio 2017 la federazione ha ufficialmente approvato la nascita di un nuovo campionato professionistico su scala nazionale, la Canadian Premier League, il cui lancio è avvenuto nel 2019 con sette club partecipanti.

## Piramide campionati maschili
Stagione 2021
| Livello | Campionato certificato dalla CSA                                                                            | Campionato certificato congiuntamente da CSA e USSF                                                             |
| 1       | Canadian Premier League 8 squadre                                                                           | Major League Soccer 27 squadre di cui tre canadesi (CF Montréal, Toronto FC e Vancouver Whitecaps)              |
| 2       | - | - |
| 3       | League1 Ontario 22 squadre Première Ligue de Soccer du Québec 12 squadre League1 British Columbia 7 squadre | USL League One 12 squadre di cui una canadese (Toronto FC II)                                                   |
| 4       | - | USL League Two 90 squadre di cui quattro canadesi (Calgary Foothills, Manitoba, Thunder Bay Chill e TSS Rovers) |

## Campionati femminili
Nel novembre 2012 venne annunciata la nascita della National Women's Soccer League (NWSL), come nuova lega calcistica professionistica per squadre femminili, supportata congiuntamente dalle federazioni degli Stati Uniti, del Canada e del Messico Nel dicembre 2021 venne interrotto il processo di allocazione delle nazionali, il cui stipendio veniva pagato dalle federazioni; pertanto, dal 2022 la federazione canadese (CSA) non dà diretto supporto finanziario alla NWSL.
Nel dicembre 2022 Christine Sinclair e Diana Matheson, calciatrici veterane della nazionale canadese, annunciarono la nascita di una lega calcistica professionistica canadese. Dopo aver ricevuto nel maggio 2023 l'approvazione ufficiale da parte della CSA, il 28 maggio 2024 venne presentato ufficialmente il nome della competizione, Northern Super League, il logo e le sei squadre ammesse all'edizione inaugurale. Il 16 aprile 2025 è previsto l'avvio della prima stagione.
Ai livelli inferiori e a carattere semi-professionistico, sono presenti varie leghe che operano sia in Canada che negli Stati Uniti. Come nel sistema calcistico maschile, dal marzo 2022 è attiva la League1 Canada, un'organizzazione nazionale che raccoglie quattro leghe regionali e che rappresenta il terzo livello calcistico, nonché il più alto a livello semi-professionistico. Le quattro leghe regionali sono: League1 Ontario, Ligue1 Québec, League1 Alberta e League1 British Columbia. Solamente nell'Ontario è presente un sistema suddiviso su tre livelli con promozioni e retrocessioni.
| Livello                 | Leghe                                                   | Leghe                                                   | Leghe                                                   | Leghe                                                   |
| Professionistico 1      | Northern Super League 6 squadre                         | Northern Super League 6 squadre                         | Northern Super League 6 squadre                         | Northern Super League 6 squadre                         |
| 2                       |                                                         |                                                         |                                                         |                                                         |
| Semi-professionistico 3 | League1 Canada                                          | League1 Canada                                          | League1 Canada                                          | League1 Canada                                          |
| Semi-professionistico 3 | League1 Ontario Premier (L1OP) 10 squadre               | Ligue1 Québec (L1QC) 12 squadre                         | Ligue1 British Columbia (L1BC) 9 squadre                | Ligue1 Alberta (L1AB) 8 squadre                         |
| Semi-professionistico 3 | League1 Ontario Championship (L1OC) 10 squadre          | Ligue1 Québec (L1QC) 12 squadre                         | Ligue1 British Columbia (L1BC) 9 squadre                | Ligue1 Alberta (L1AB) 8 squadre                         |
| Semi-professionistico 3 | League2 Ontario (L1OC) 20 squadre in 2 Conference       | Ligue1 Québec (L1QC) 12 squadre                         | Ligue1 British Columbia (L1BC) 9 squadre                | Ligue1 Alberta (L1AB) 8 squadre                         |
| Dilettantistico         | Jubilee Trophy 13 associazioni provinciali/territoriali | Jubilee Trophy 13 associazioni provinciali/territoriali | Jubilee Trophy 13 associazioni provinciali/territoriali | Jubilee Trophy 13 associazioni provinciali/territoriali |